# Simon Kozhin
Simon Leonidovich Kozhin (en ruso Семён Леонидович Кожин; Moscú, 11 de marzo de 1979) es un artista ruso, pintor, retratista, miembro de la Unión de Artistas, uno de los artistas contemporáneos realistas en Moscú.

## Biografía

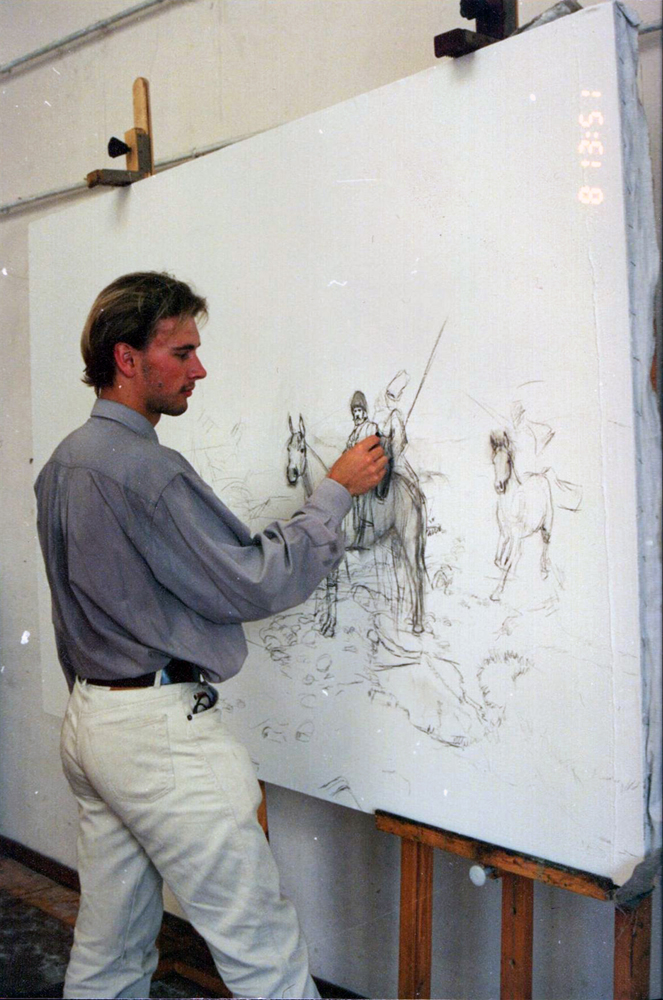
Kozhin en el trabajo en un Rubicón pintura

Semyón Leonídovich Kozhin nació el 11 de marzo de 1979, en Moscú. Su padre, Leonid Arkádievich Kozhin, es ingeniero de profesión, y su madre, Irina Mikháilovna Kózhina (cuyo apellido de soltera era Dayshútova) es profesora de inglés.
1986–1988
Interpretó varios pequeños papeles en el cine, en particular, en el estudio cinematográfico «Gorky».
En 1988—1990, estudiando en la escuela secundaria, Kozhin simultáneamente cursó estudios en la Escuela del Arte «Krasnopresnenskaya» de Moscú. En 1990 ingresó al Liceo Académico del Arte de Moscú, de la Academia de Bellas Artes de Rusia. Junto con otros alumnos de su clase fue a pintar al aire libre en diferentes lugares de Rusia (Velíkiye Luki, Ryazán, Solovki, las ciudades del «Anillo de Oro»). En calidad de trabajo de grado dibujó una serie de ilustraciones para el «Curso completo de la historia de Rusia».
En 1997 Kozhin ingresó a la facultad de pintura de la Academia de Pintura, Escultura y Arquitectura de Rusia. En 2001 se le dio la tarea de realizar un cuadro de pequeño formato «Fiesta». Concibió e hizo dos versiones de la obra «Máslenitsa (equivalente ruso del Martes de Carnaval). Adiós al invierno». En 2002 participó en el taller de paisaje bajo la tutela de Alexandr Pavlovich Afonin. En 2003 se graduó con el cuadro «Monasterio Ferapóntov».
A partir del 2000 expone activamente. Ejecuta paisajes, naturalezas muertas, se dedica a la pintura de género  e histórica. Trabaja con acuarela, gouache, acrílico, óleo  y témpera. Actualmente vive y trabaja en Moscú.
En 2001-2002 hace varios viajes creativos a Inglaterra. El artista ejecuta una serie de esbozos de campo con las vistas de la aldea inglesa de Haddenham (Buckinghamshire).
En 2004 ilustró con acrílico un libro biográfico para los niños sobre el famoso tenor italiano Luciano Pavarotti. Este libro fue publicado en Corea. También crea una serie de obras gráficas con motivos de los cuentos de hadas «Rapunzel» y «Gentsel y Grettel», de los hermanos Grimm.
En 2005-2015 el artista viaja extensamente alrededor de Rusia: en las regiones de Tver y Kaluga, por el «Anillo de Oro de Rusia», en los Urales, así como en el extranjero. Crea varias series de pinturas: en Inglaterra, Malta, Irlanda, Suiza, Grecia, Turquía, España, Italia y otros países. Ocupa el lugar predilecto en la creación artística de Kozhin el «paisaje emocional», prevalece allí el dibujo fuerte a la vez con la sutil gama colorística de tonos morados y azules claros. La obra combina observaciones de la naturaleza en el campo con los colores y la composición elaborada. En su obra el artista a veces utiliza la ficción, recurriendo a las composiciones de género e históricas.
Entre los numerosos paisajes de Moscú, San Petersburgo y Kolomenskoye, cuadros de género e históricos, así como los bocetos realizados por el artista de 2000 a 2015, figuran tales obras como «Callejón Granatniy», «Iván Kupala. Sortilegio en la corona», «Al lado del convento de Novodévichi», «Caza rusa», «Nueva Albión. El buque de Francis Drake “Golden Hind”», «Balaam. Bosque profundo», «Máslenitsa. Adiós al invierno», «Roble viejo en Kolómenskoye», «Sortilegio de Navidad», «Cazadora», «Vista de Moscú con el rascacielos», etc. Al artista lo atraen las vistas nocturnas de las ciudades, se manifiestan en ellas los indicios de emoción y expresión, de una manera de pintar influida por los impresionistas, y así aparece toda una serie de paisajes nocturnos: «En vísperas del Año Nuevo. Tienda de Yeliséyev», «Catedral de San Basilio», «Puente de la Torre», «Arco de Wellington», etc.
Además de motivos urbanos, Kozhin recurre a los temas tradicionales para la pintura de paisaje, utilizando todas las oportunidades. A las vistas panorámicas con numerosos planes claramente legibles, con un área de cobertura amplia él prefiere los sujetos locales: esquina del jardín, bosque cubierto de nieve, juego de brillos de luz en la superficie del agua. Sintiendo íntimamente la belleza cambiante de la naturaleza, el artista es capaz de transmitir una variedad de tonalidades del estado de ánimo de ella. Por ejemplo, en las obras «Jardín de la abuela», «Diciembre» y «Bodrum. Amanecer rosado».
Después de un nuevo viaje a Gran Bretaña el artista, encantado por la maestría de acuarelistas británicos, pinta una serie de acuarelas. En 2003 él visita la exposición "Poesía de la Verdad" en el Museo Ashmolean de Oxford, que presenta enormes hojas de la acuarela. Luego él crea las acuarelas «Malta», «Montañas de Connemara», «Abadía Notley, Inglaterra», etc. Estas obras están llenas de aire y ligereza, tan característica de la acuarela. El artista utiliza las técnicas de trabajo tanto sobre el papel seco, como sobre el húmedo, produciendo el efecto de pintura preciosa.
En 2000—2006 Kozhin a menudo recurre al género de la naturaleza muerta. Aquí, como en el paisaje, no le basta con admirar la forma y el color. El artista utiliza las técnicas flamencas de pintura, ejecuta naturalezas muertas sobre tabla con “parquetaje”. Sus composiciones son originales en diseño y complejas en la textura y la técnica de pintura, llenas de connotaciones asociativas, como «Naturaleza muerta con langosta», «Naturaleza muerta con conchas», «Naturaleza muerta con flores. Imitación de la pintura flamenca».
En 2001—2007 Kozhin recurre al género histórico, creando una serie de esbozos y cuadros dedicados a la Guerra Patria del año 1812; entre las pinturas de esta serie figuran: «Réquiem por A.A. Tuchkov», «Rubicón. El destacamento de Denís Davydov está cruzando el río en 1812», «Huida de Napoleón de los cosacos». La selección del tema y su encarnación figurativa hicieron eco de las aspiraciones personales patrióticas y libertarias del autor. Presentadas en 2002-2005 en las exposiciones de la agrupación artística «Primavera», en la Casa Central de Artistas, las obras le ganaron notoriedad al autor, y lo destacaron como maestro de la pintura histórica.
Kozhin experimenta mucho con técnicas de pintura, buscando el efecto tridimensional de la imagen, semitransparencia y estratificación. En sus obras el artista combina la pintura lisa con unas pinceladas enérgicas y colores con cuerpo en las áreas claras, asegurando volumen y profundidad de imagen. En 2006-2015 las obras de Kozhin se presentaron con éxito en las exposiciones y subastas de pintura rusa en los Estados Unidos, Suiza, el Reino Unido  e Irlanda.
Actualmente sus obras se encuentran en los museos y las colecciones privadas en Rusia, Inglaterra, Suiza, los Estados Unidos, China y otros países.

## Exposiciones
- 2001 — Viaje creativo a Inglaterra. Exposición: Haddenham, Buckinghamshire
- 2002 — Exposición colectiva de la agrupación artística «Primavera» en la Casa Central de Artistas.
- 2003 — Exposición «Fresh art» en Londres. Participación en la exposición «Todos somos caballos un poco», organizada por la galería de antigüedades «Na Staromonétnom».
- 2004 — Exposición «Invierno, invierno, invierno está en todas partes» en la galería de antigüedades «Na Staromonétnom». Una serie de obras de pintura dedicadas a Moscú para los interiores de un banco. Exposición «Energía de flores» en la galería Collyer Bristow de Londres.
- 2005 — Exposición colectiva de la agrupación artística «Primavera» en la Casa Central de Artistas. Exposición «Pintura rusa moderna» en la galería Collyer Bristow de Londres. Exposición «Tradiciones rusas» en el Centro de restauraciones del arte de Rusia. Exposición «Estaciones del año» en la galería de antigüedades «Na Staromonétnom». Exposición «Tradiciones rusas» en Washington, EE. UU. Exposición «Pintura rusa nueva» en la galería «Oriel» de Dublín, Irlanda.
- 2006 — Exposición «Pintura rusa contemporánea» en el Carlton Hotel, St. Moritz, Suiza. Exposición «Londres - París- Nueva York» en la galería Collyer Bristow de Londres.

2007 — Exposición «20 años de la Academia» en el Manège de Moscú, dedicada al vigésimo aniversario de la fundación de la Academia de Pintura, Escultura y Arquitectura de Rusia. Exposición «Ciclo de la vida» Bash Creation Art en la cripta del templo de St. Pancras Parish de Londres. Exposición oficial de la Agencia Federal de Deportes en el Centro de Exposiciones de Toda Rusia «Deporte-7» (en la galería «Art Olimp»). Exposición «Fiesta de la capital» en el Centro de Exposiciones «Gostiny Dvor» de Moscú. Exposición «Maestro 2007» en el Centro de Exposiciones de Toda Rusia «Milagro de Rusia».
- 2008 — Exposición «Poesía de la verdad» en la galería «Les Oreades» de la Casa Central de Artistas. Exposición en la Sociedad Anónima de Rusia «Sistemas de Energía Unidas», dentro del conjunto de «Academia +», bajo los auspicios del Fondo de Cultura de la Federación de Rusia. Exposición «Europa en la primavera» en la galería «Oriel» de Dublín, Irlanda. Participación en la subasta No.11 «Cuadro ruso de género. Siglo XX», organizada por la «Galería Rusa del Arte», Moscú. Inauguración de la Exposición en la Ribera Pushkinskaya, organizada con apoyo de la «Agencia Comercial Deportiva JSA» dentro del marco de la Regata internacional de Moscú. Subasta «Pintores realistas contemporáneos» No.72 en la galería «SOVCOM» (el 11 de septiembre de 2008). Exposición «Pintores paisajistas jóvenes» en la galería «N-prospect» de San Petersburgo.
- 2009 — Exposición «Pintura rusa moderna» en la galería «Oriel» de Dublín, Irlanda. Exposición «Tradiciones contemporáneas» dentro del marco del proyecto «Juego de imaginación» en la galería «Shalyapin» de Moscú. Exposición internacional de pintura, fotografía, escultura y caligrafía de Asia Nororiental (que se celebró en la ciudad de Changchun, China, del 31 de agosto al 15 de septiembre de 2009, con apoyo de la Unión de coleccionistas de Altái). Exposición personal en la galería «Juego de imaginación», en el local de la Empresa Federal Estatal Unitaria «Editorial Izvéstiya», Moscú. La 6.ª Exposición internacional del arte moderno «RUSSIAN ART WEEK/Semana Rusa del Arte» (que se celebró en las dos capitales: Moscú y San Petersburgo). Exposición de jóvenes pintores realistas «Atracción del realismo» en la Entidad Cultural Estatal «Sala Estatal de Exposiciones “Galería Izmáilovo”».
- 2008—2009 — Participó en varias exposiciones en la galería «Elena», Moscú.
- 2010 — Participó en la subasta de caridad en beneficio de las víctimas del acto de terror en el Metro de Moscú, el 29 de mayo, en el sitio web «Inversiones en el arte».
- 2012 — Exposición personal «Imágenes visuales» en la Sala de Exposiciones de la Casa de subastas de Rusia, en «Gostiny Dvor» (Moscú).
- 2015 – Exposición «Historias de Crimea», dentro de la agrupación creadora «Nuevos itinerantes», en la Casa Central de Arquitectos. Exposición personal en el Museo y Reserva de Historia y Arquitectura de Kolomenskoye.

## Obras en museos
- Fondo del museo del Liceo Académico del Arte de Moscú, Moscú
- Museo de la Academia de Pintura, Escultura y Arquitectura de Rusia, Moscú
- Museo del arte de la región de Kaluga, Kaluga
- Museo de etnografía territorial de Kozelsk, Kozelsk
- Museo central estatal de la historia contemporánea de Rusia, Moscú
- Museo estatal unido y Reserva de Historia y Arquitectura de Kolomenskoye-Izmáilovo-Lefórtovo-Lyublino, Moscú
- Museo militar e histórico del año 1812 de Maloyaroslavets, Maloyaroslavets
- Asociación de Museos «Museo de Moscú», Moscú
- Hacienda de los Muraviev Apóstol, Moscú
- Museo del arte de Surgut, Surgut
- Galería de pintura «Savitskiy» de Penza, Penza

## Citas
«Una actitud contemplativa, don lírico, virtuosismo en el uso de varios métodos de pintura, sutil sentido del color distinguen a este pintor entre los demás hermanos del gremio, y hacen que sus obras sean brillantes y visibles en un contexto contradictorio y ambiguo del arte contemporáneo».
- Tahir Salahov. Т. Т. Салахов, А. И. Рожин, Т. Е. Цветнова, Семён Кожин Simon Kozhin, М.: Творчество, 2015, pp. 7–8.

«Él tiene maravillosa visión para los colores. Él piensa de manera interesante desde el punto de vista de composición, porque no basta con solo ver el color. Además, hay que sentir el cuadro colorístico de forma tal, que le produzca la imagen plástica, pintoresca, compositiva. Y él lo logra».».
- Vladimir Pogodin. 100 pinturas del parque Kolomenskoye NTD de canal Autor: Elena Myakisheva.

## Filmografía
- 2011 — «Creador no es artesano» — película documental sobre la obra artística de Semyón Kozhin (director: Vladislav Artamonov)
- 2015 — Gente, que hizo la tierra redonda — El Artista

## Galería de pinturas

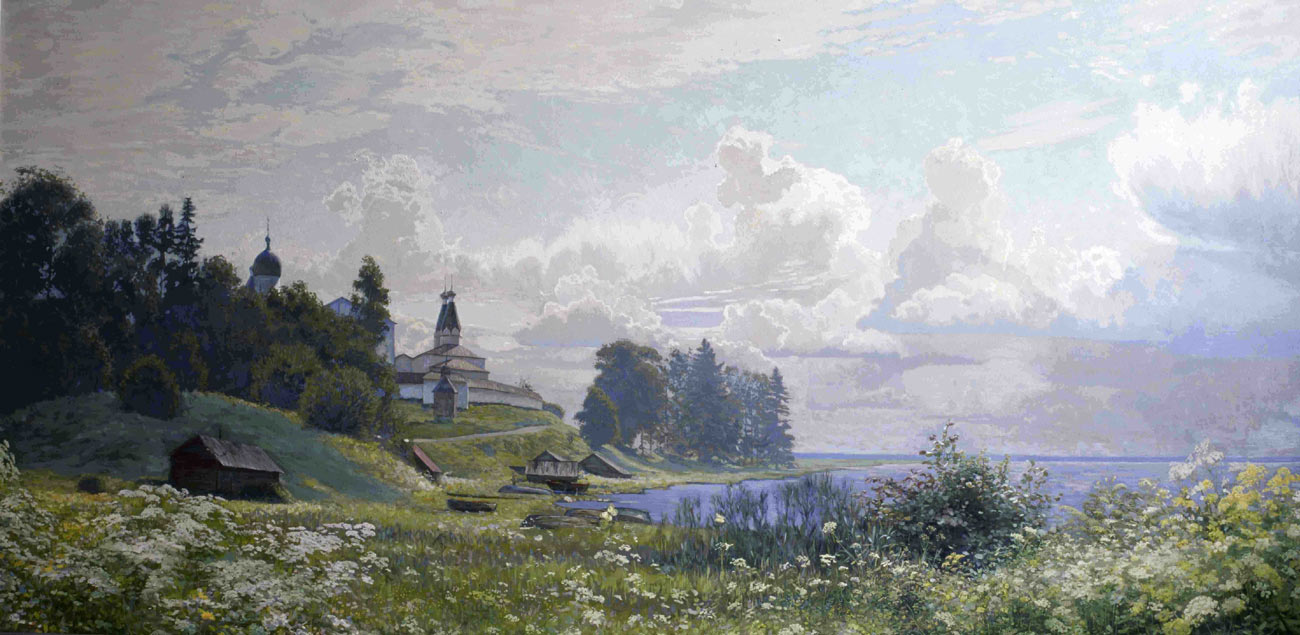
Monasterio Ferapóntov. 2003
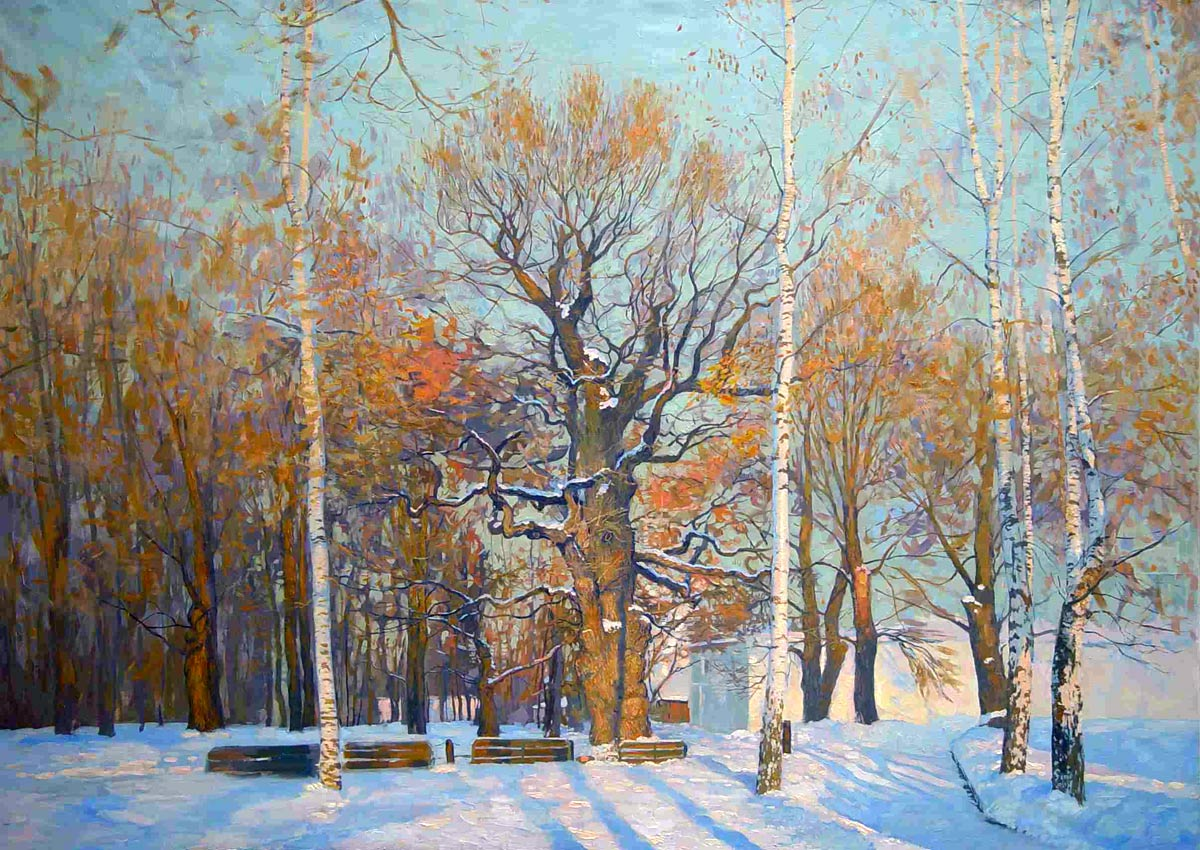
Roble viejo en Kolómenskoye. 2003
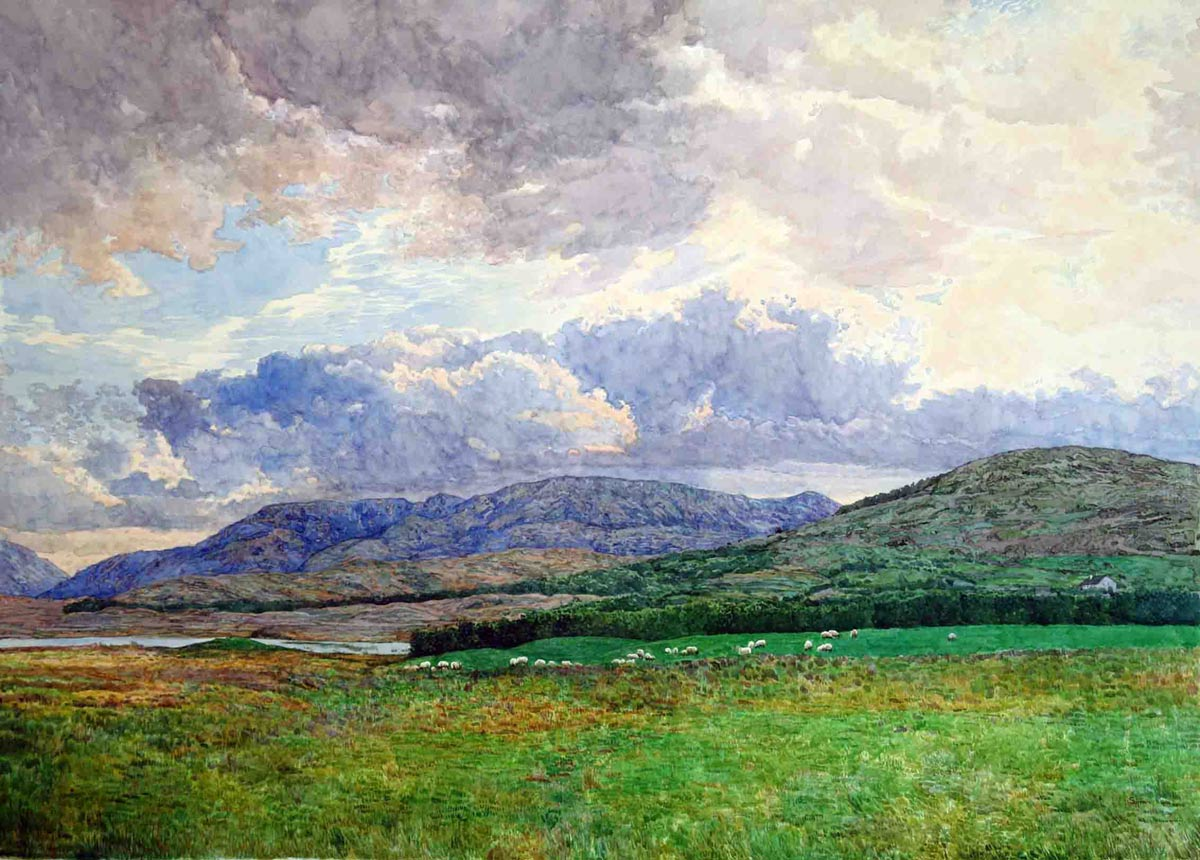
Montañas de Connemara. 2006
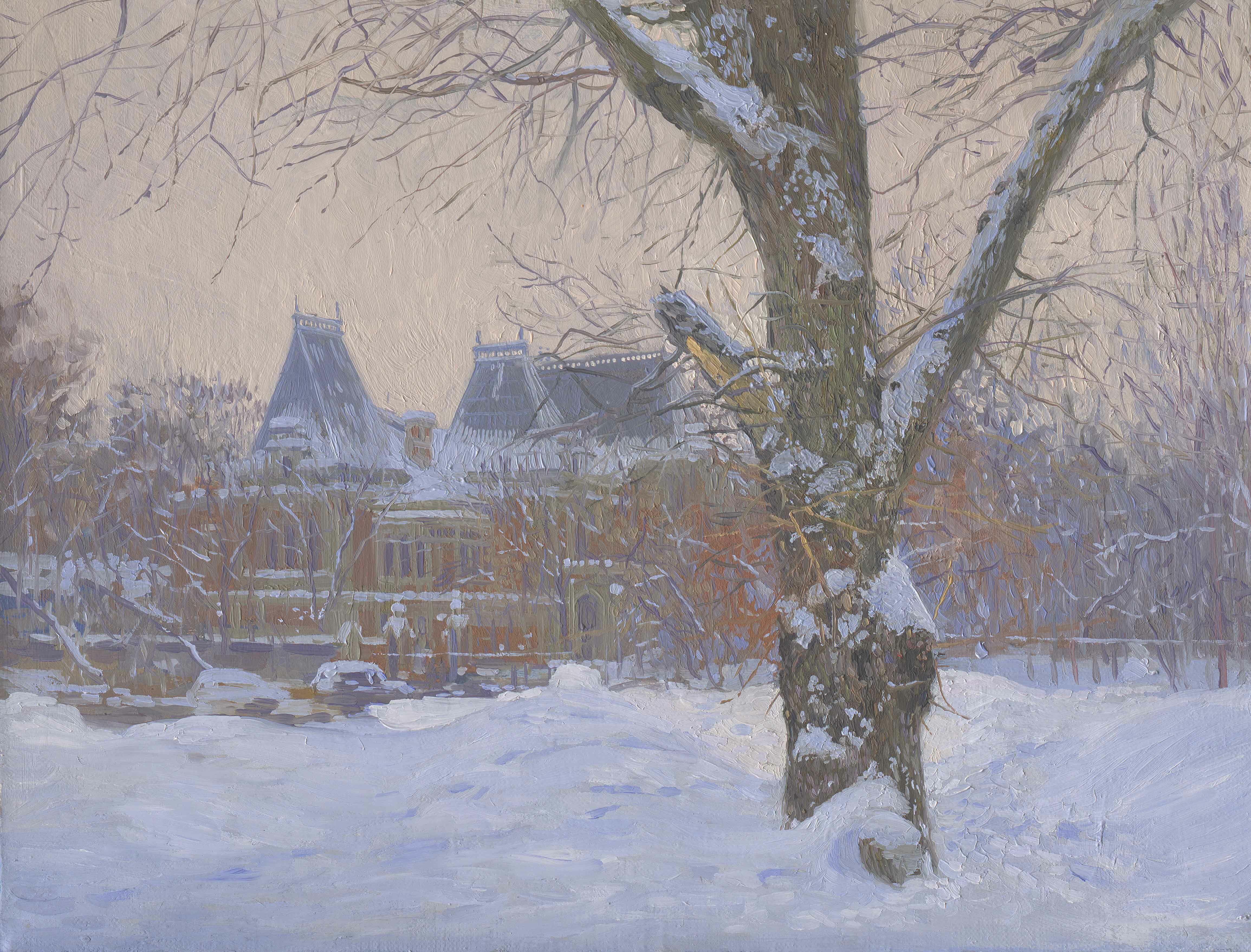
Callejón Granatniy. 2005
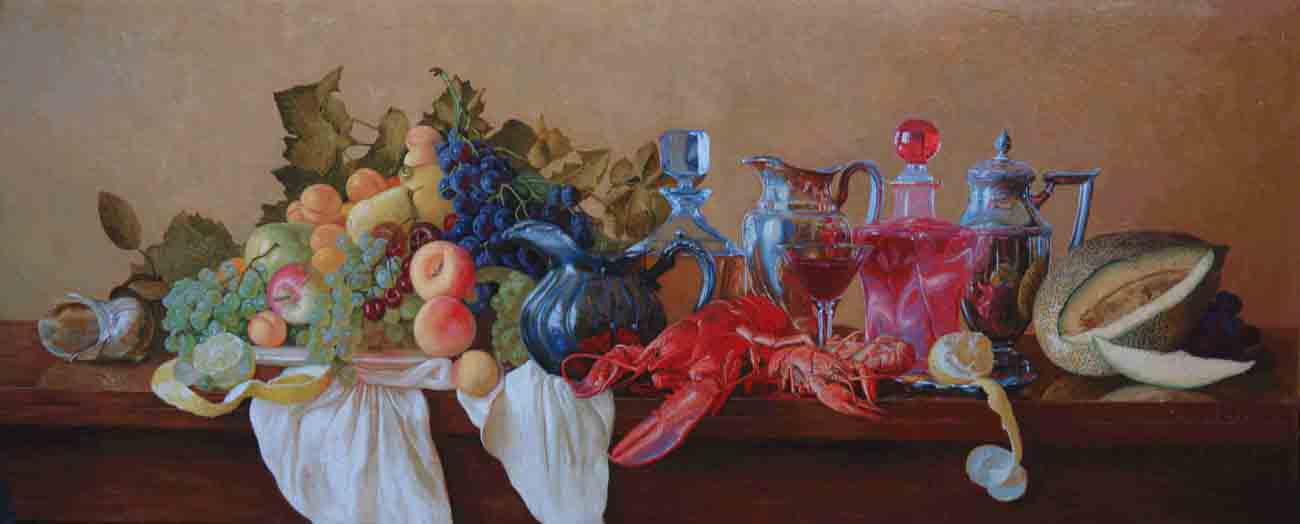
Naturaleza muerta con langosta. 2006
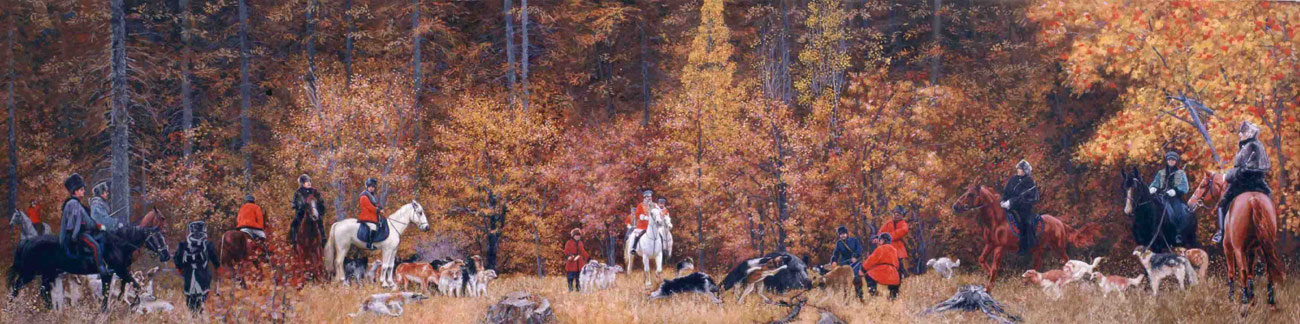
Caza rusa. 2007
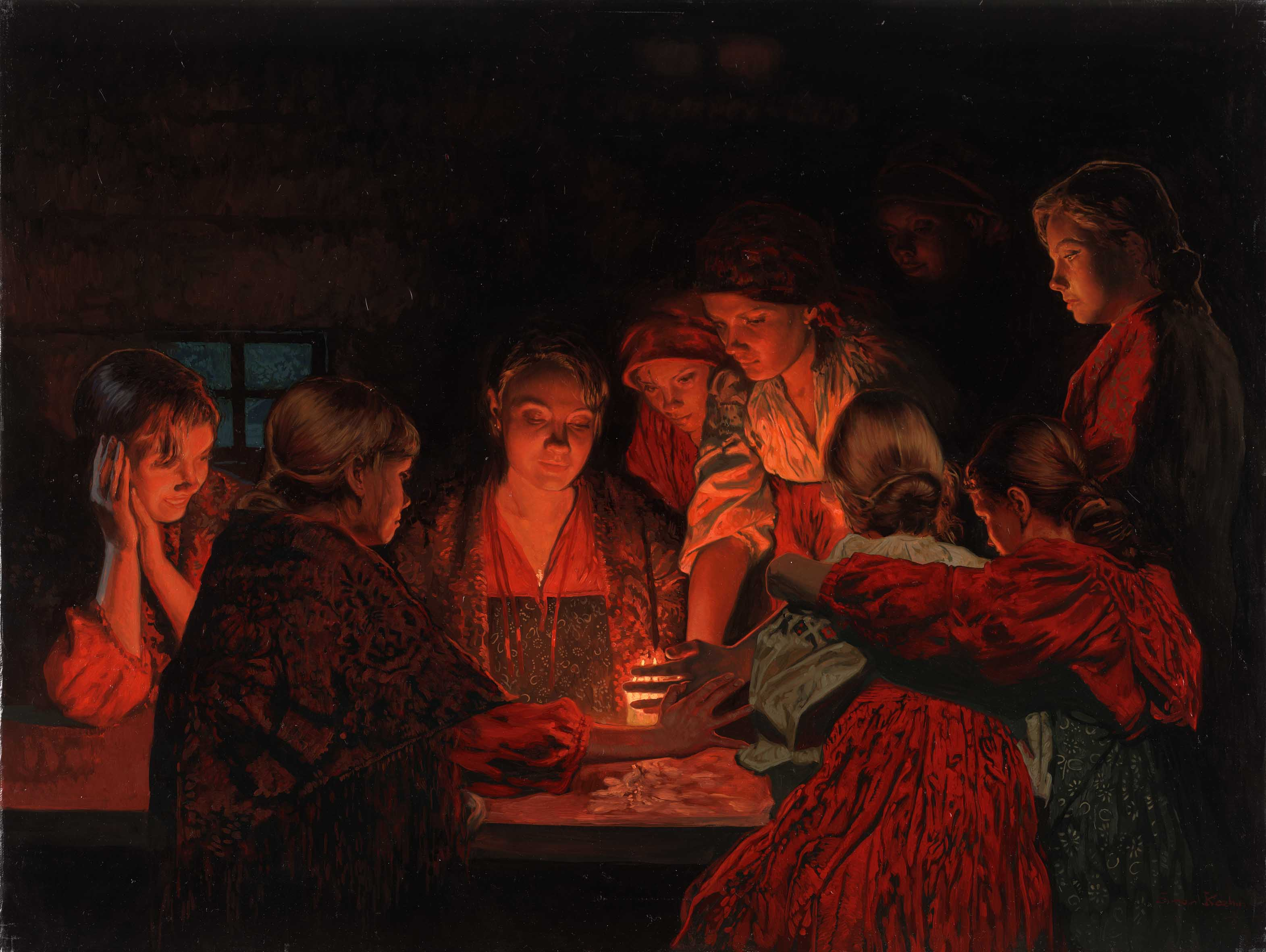
Sortilegio de Navidad. 2008
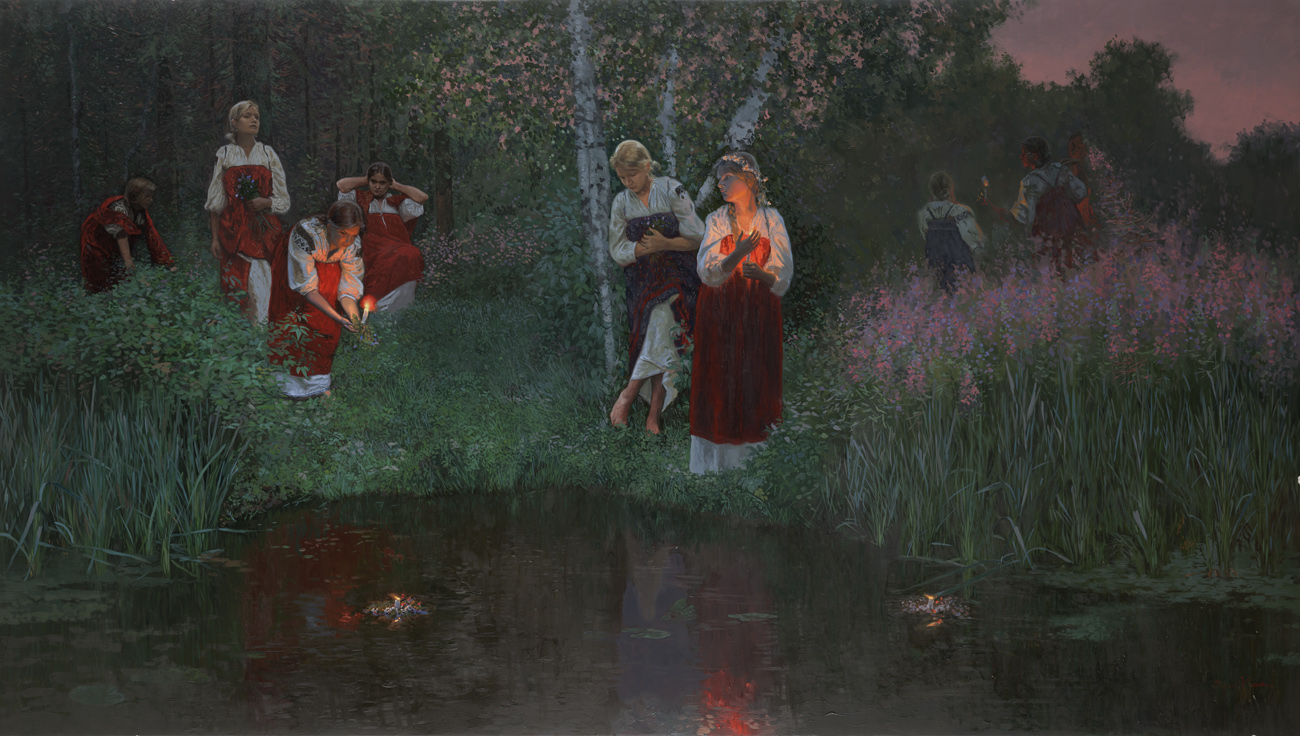
Ivan Koupala. De devinettes sur couronnes de fleurs. 2009
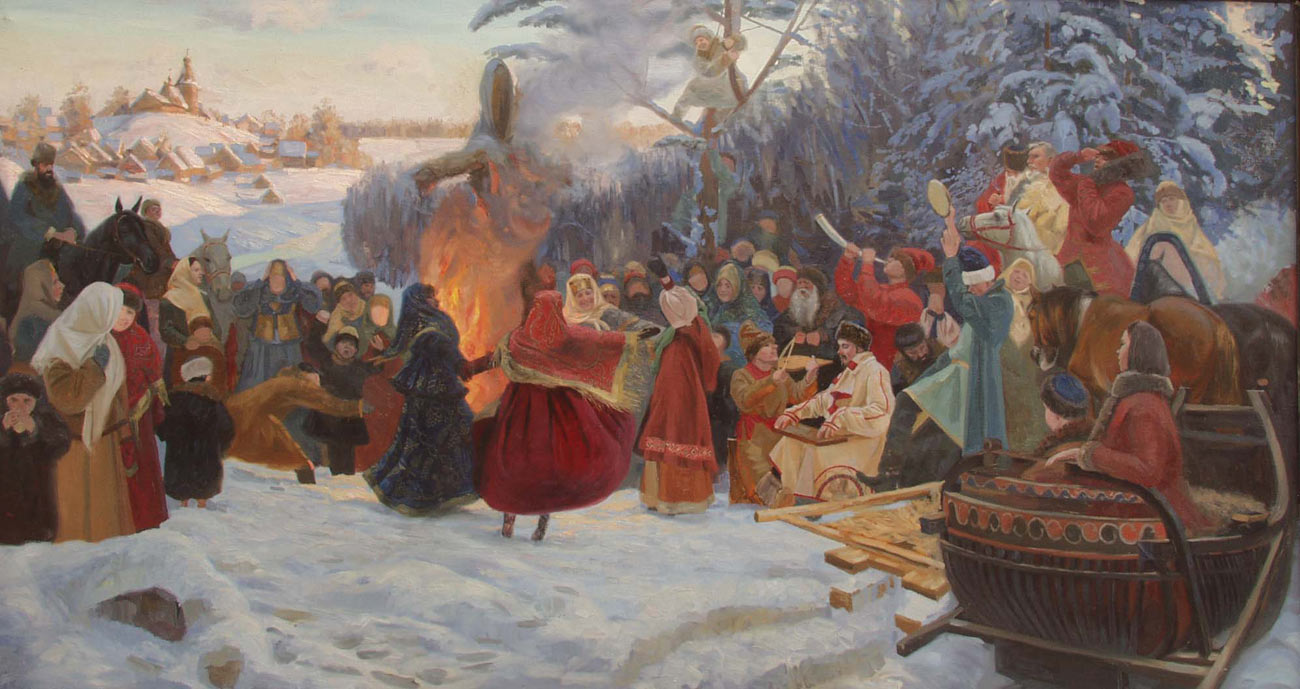
Máslenitsa. Adiós al invierno. 2001
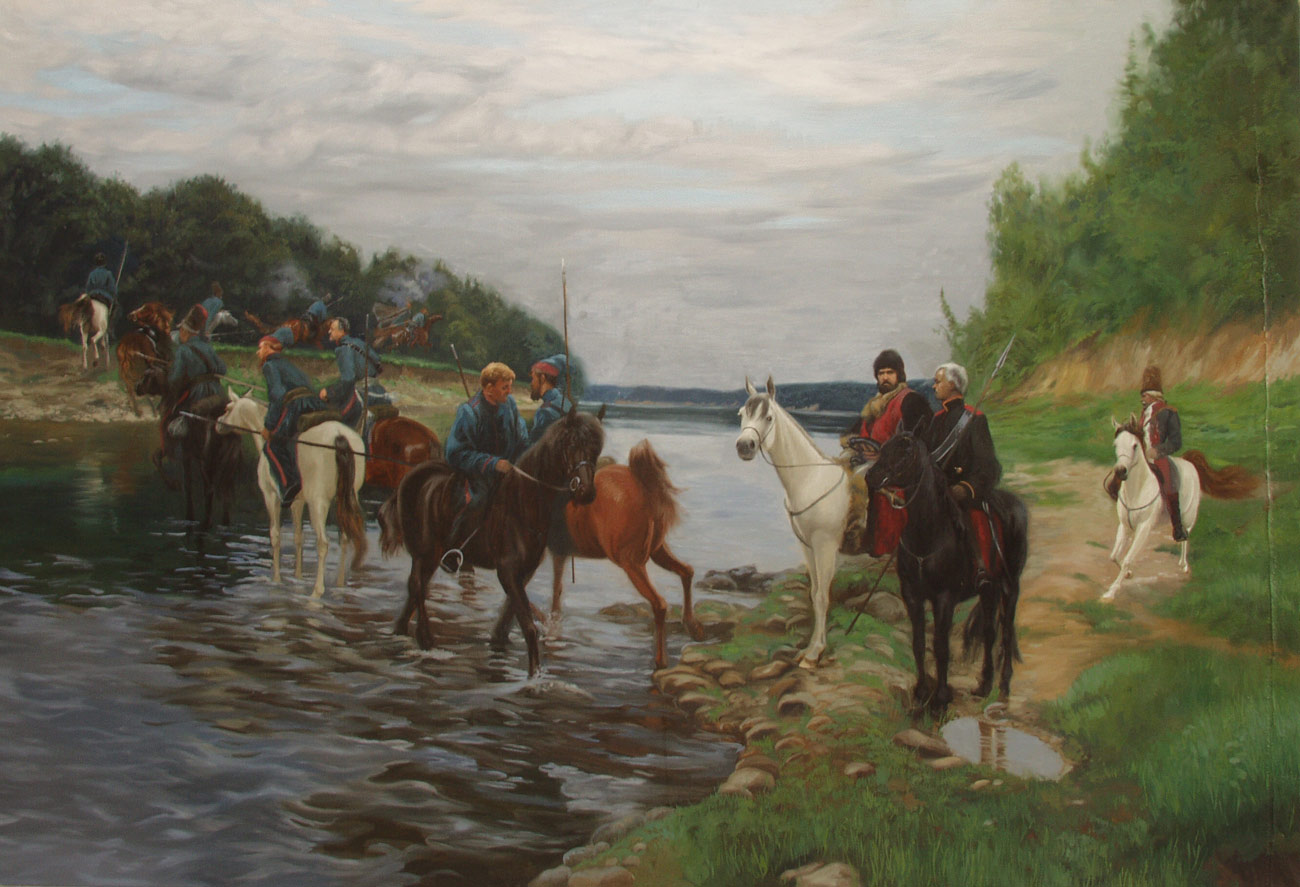
Rubicón. El destacamento de Denís Davydov está cruzando el río en 1812. 2001
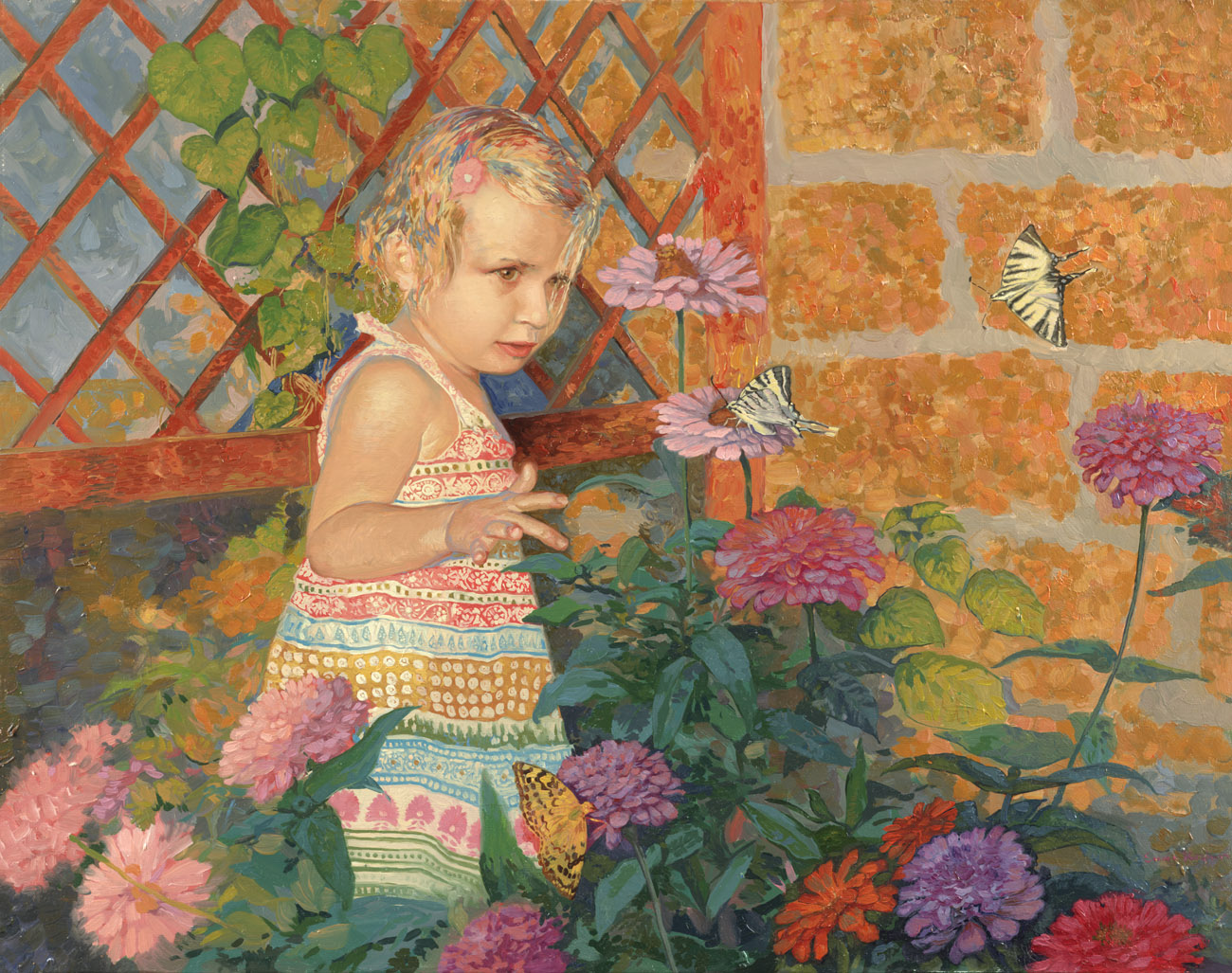
Pequeña del cazador. 2007

## Videos
- Artista Simon Leonidovich Kozhin (1979-)
- 100 pinturas del parque Kolomenskoye NTD de canal Autor: Elena Myakisheva
- «Creador no es artesano» — película documental sobre la obra artística de Semyón Kozhin (director: Vladislav Artamonov)
- Simon Kozhin. Año Nuevo de Moscú
- Simon Kozhin Kolsky península en la Vimeo